# Juan Luis Martínez
Juan Luis Martínez – kubański bokser, złoty medalista igrzysk Ameryki Środkowej i Karaibów w San Juan z roku 1966.

## Kariera
W 1966 roku Martínez zajął pierwsze miejsce w kategorii średniej na igrzyskach Ameryki Środkowej i Karaibów, które rozgrywane były w San Juan. W finale pokonał na punkty reprezentanta Portoryko Mario Mojicę, zdobywając złoty medal.